# Скворцівська сільська рада
Скворці́вська сільська́ ра́да — адміністративно-територіальна одиниця та орган місцевого самоврядування в Сімферопольському районі Автономної Республіки Крим. Адміністративний центр — село Скворцове.

## Загальні відомості
- Населення ради: 3 342 особи (станом на 2001 рік)

## Населені пункти
Сільській раді підпорядковані населені пункти:
- с. Скворцове
- с. Колодязне
- с. Міжгірне
- с. Передове

## Склад ради
Рада складається з 24 депутатів та голови.
- Голова ради: Дермоян Роман Юрійович

### Керівний склад попередніх скликань
| Прізвище, ім'я, по батькові  | Основні відомості                                                         | Дата обрання | Дата звільнення |
| ---------------------------- | ------------------------------------------------------------------------- | ------------ | --------------- |
| Половинець Лариса Миколаївна | Сільський голова, 1957 року народження, позапартійна                      | 26.03.2006   | 31.10.2010      |
| Дермоян Роман Юрійович       | Сільський голова, 1976 року народження, освіта вища, член Партії регіонів | 31.10.2010   |                 |

Примітка: таблиця складена за даними сайту Верховної Ради України

### Депутати
За результатами місцевих виборів 2010 року депутатами ради стали:

#### За суб'єктами висування
| Суб'єкт висування                              | Кількість обраних депутатів | %    |
| ---------------------------------------------- | --------------------------- | ---- |
| Самовисування                                  | 17                          | 70,8 |
| Партія регіонів                                | 5                           | 20,8 |
| Політична партія «Сильна Україна»              | 1                           | 4,2  |
| Соціал-демократична партія України (об'єднана) | 1                           | 4,2  |

#### За округами
| № округу                                       | Прізвище, ім'я, по батькові    | Дата визнання обраним | Освіта  | Партійна приналежність                                | Відомості про обраного депутата                           |
| ---------------------------------------------- | ------------------------------ | --------------------- | ------- | ----------------------------------------------------- | --------------------------------------------------------- |
| Партія регіонів                                |                                |                       |         |                                                       |                                                           |
| 2                                              | Белоіванова Жанна Петрівна     | 03.11.2010            | середня | член Партії регіонів                                  | ЖКП «Сквоцове», головний бухгалтер                        |
| 5                                              | Кан Віра Микитівна             | 03.11.2010            | середня | член Партії регіонів                                  | пенсіонер                                                 |
| 7                                              | Косич Светлана Петрівна        | 03.11.2010            | вища    | член Партії регіонів                                  | Скворцівська амбулаторія, лікар                           |
| 15                                             | Пилявець Віктор Олександрович  | 03.11.2010            | вища    | член Партії регіонів                                  | компанія «Славутич», менеджер з продажу                   |
| 16                                             | Щитенко Віра Яківна            | 03.11.2010            | вища    | член Партії регіонів                                  | пенсіонер                                                 |
| Політична партія «Сильна Україна»              |                                |                       |         |                                                       |                                                           |
| 11                                             | Ксензов Олександр Анатолійович | 03.11.2010            | середня | член Політичної партії «Сильна Україна»               | Луговська ЦРКБ ВШМД, водій                                |
| Соціал-демократична партія України (об'єднана) |                                |                       |         |                                                       |                                                           |
| 4                                              | Вайгель Валерій Петрович       | 03.11.2010            | середня | член Соціал-демократичної партії України (об'єднаної) | ПП «Вайгель В. П.»                                        |
| Самовисування                                  |                                |                       |         |                                                       |                                                           |
| 1                                              | Федорков Сергій Миколайович    | 03.11.2010            | вища    | позапартійний                                         | пенсіонер                                                 |
| 3                                              | Ісаєва Надія Давидівна         | 03.11.2010            | середня | позапартійна                                          | вокзал м. Сімферополя, робоча                             |
| 6                                              | Варлухіна Світлана Павлівна    | 03.11.2010            | середня | позапартійна                                          | тимчасово не працює                                       |
| 8                                              | Сидорчук Анатолій Васильйович  | 03.11.2010            | середня | позапартійний                                         | тимчасово не працює                                       |
| 9                                              | Лісіцина Людмила Іванівна      | 03.11.2010            | середня | член Партії регіонів                                  | Скворцівська сільська рада, інспектор з пільг та субсидій |
| 10                                             | Панфілова Ольга Володимирівна  | 03.11.2010            | вища    | позапартійна                                          | Скворцівська сільська рада, бухгалтер                     |
| 12                                             | Шевченко Лідія В'ячеславівна   | 03.11.2010            | вища    | позапартійна                                          | Скворцівська школа, вчитель математики                    |
| 13                                             | Зайцева Галина Павлівна        | 03.11.2010            | вища    | позапартійна                                          | Скворцівська сільська рада, землевпорядник                |
| 14                                             | Скорік Олександр Євгенович     | 03.11.2010            | вища    | член Партії регіонів                                  | КРП ППВКХ м. Сімферополя, контролер                       |
| 17                                             | Сабітов Нурі Аджимуратович     | 03.11.2010            | середня | позапартійний                                         | КОС КРП ППВКХ м. Симферополя, оператор                    |
| 18                                             | Суман Ірина Павлівна           | 03.11.2010            | середня | позапартійна                                          | тимчасово не працює                                       |
| 19                                             | Грязнов Вячеслав Володимирович | 03.11.2010            | середня | позапартійний                                         | Скворцівська школа, сторож                                |
| 20                                             | Конєва Надія Василівна         | 03.11.2010            | середня | позапартійна                                          | КРУ РКПБ № 1, сестра-буфетниця                            |
| 21                                             | Рибачок Валерій Савич          | 03.11.2010            | середня | позапартійний                                         | пенсіонер                                                 |
| 22                                             | Вітюк Валентин Андрійович      | 03.11.2010            | середня | позапартійний                                         | пенсіонер                                                 |
| 23                                             | Карєв Олег Васильович          | 03.11.2010            | середня | позапартійний                                         | ветлікарня, ветлікар                                      |
| 24                                             | Бойко Сергій Владиславович     | 03.11.2010            | середня | позапартійний                                         | ТОВ НПК «Скворцово», бригадир                             |